# Затвор – Белене
Затвор – Белене е затвор край град Белене, България.
Създаден е през 1949 година като концентрационен лагер за противници на тоталитарния комунистически режим в страната, като основните му съоръжения са разположени на Персин, остров в река Дунав.
Днес капацитетът на затвора е 395 души, като към него има и затворническо общежитие от открит тип за още 70 души. Местното подразделение на Държавно предприятие „Фонд затворно дело“ експлоатира кравеферма за мляко и обработваеми земи на острова.